# Johann Schroth
Johann Schroth (11. února 1798 Česká Ves - 26. března 1856 Lázně Dolní Lipová) byl přírodní léčitel a zakladatel Lázní Dolní Lipová.

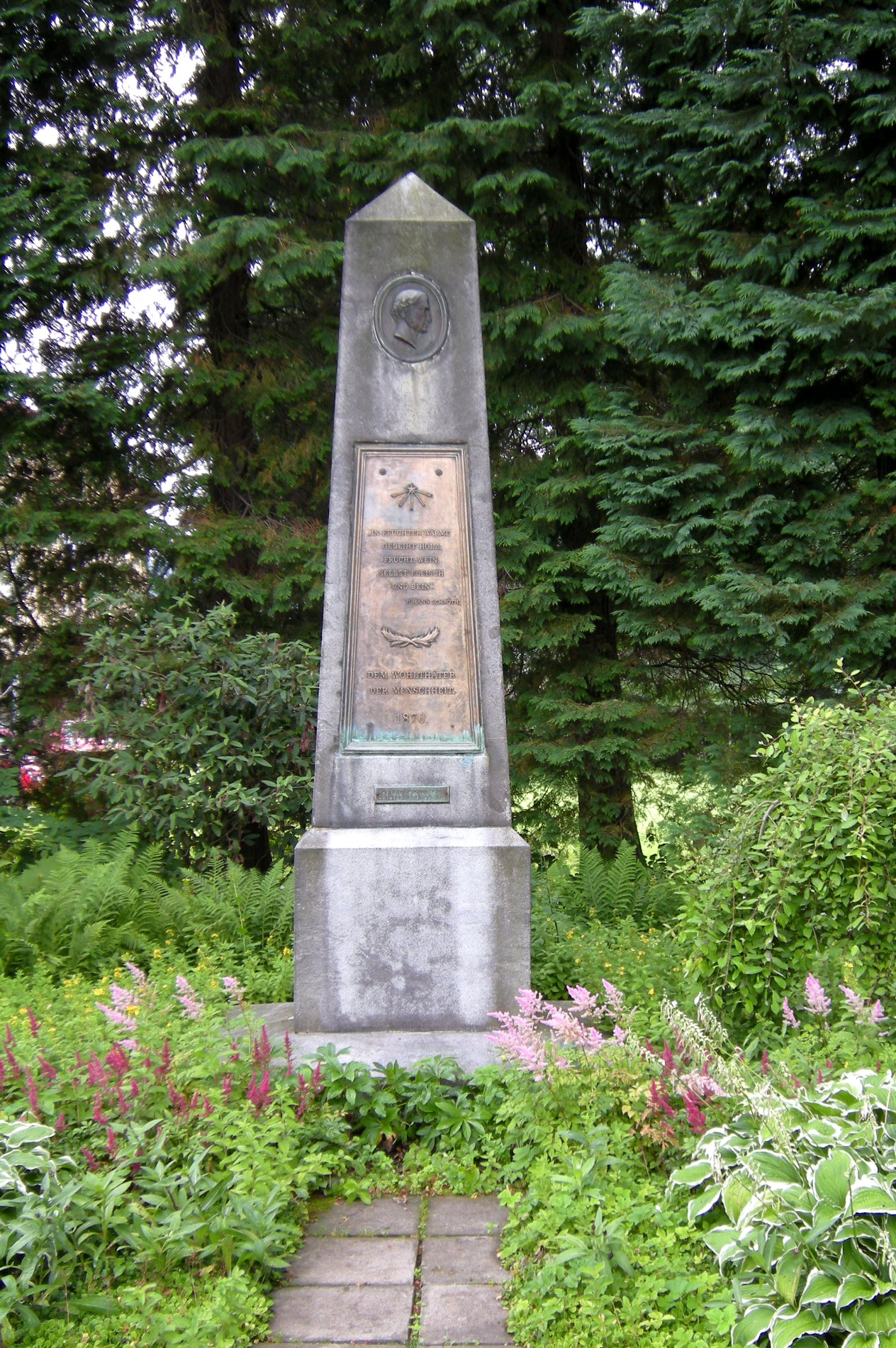

## Životopis
Narodil se 11. února 1798 v obci Česká Ves v rodině drobného zemědělce Melichara Schrotha (dům čp. 114). Johann pocházel z druhého manželství svého otce a o několik let později přišel na svět ještě bratr Florian. Roku 1805 otec zemřel a rodinný statek se stal majetkem Josefa Schrotha, syna sedláka Melichara z prvního manželství. Johannova matka se znovu provdala za vdovce Ignáce Grögera, sedláka z Dolní Lipové a spolu s dětmi se za druhým manželem přestěhovala.
Mladý Johann navštěvoval triviální školu v tehdejším Frývaldově (dnes Jeseníku) a zde se spřátelil se svým pozdějším velkým konkurentem Vincencem Priessnitzem (1799–1851). Gröger si svého nevlastního syna Johanna velmi oblíbil, přestože měl vlastního syna z prvého manželství, ten však byl neduživý a k vedení hospodářství se nehodil. Ustanovil proto dědicem svého lipovského majetku Johanna. Johann na krátký čas odešel do nedalekých Adolfovic, kde měl Grögerův bratr povoznictví. Brzy však byl povolán zpět do Lipové a ještě velmi mladý se stal na statku vlastním hospodářem. Protože si vedl v hospodářství velmi dobře a měl velké zkušenosti při práci s koňmi, získal si brzy v širokém okolí pověst dobrého léčitele domácích zvířat. Ani Johannovi se nevyhnula vojna, musel narukovat na tři roky ke kyrysníkům. Nevlastní otec ale na hospodaření sám nestačil, a tak se Johann po roce vrátil domů na statek. Po svém návratu se dověděl, že se mu zatím provdala jeho milá Terezie Priessnitzová, sestra jeho bývalého spolužáka a přítele Vincence. Johann se však také brzy oženil a ve šťastném manželství měl šest dětí.
Schrothovy zkušenosti v léčení domácích zvířat se ještě rozšířily v době jeho vojenské služby, kdy byl přidělen ke zvěrolékaři jako pomocník při ošetřování koní. Jako dvacetiletý začal aplikovat svoje zkušenosti, ověřené léčbou na domácích zvířatech i na nemocných pacientech. Dovedl zručně napravovat zlomeniny končetin přikládáním dlah a později začal také s léčbou zábaly a zapářkou. Roku 1817 Schrotha kopl kůň do kolena tak, že se téměř smířil se skutečností, že zůstane doživotním mrzákem. Na radu jakéhosi tajemného mnicha putujícího krajem si začal omývat několikrát denně poraněné koleno čerstvou studenou vodou a na ránu si přikládal mokrý zábal. Po deseti týdnech otok zmizel a postupně se vrátila i ohebnost kolena. Do jaké míry je však tato zkazka o radě tajemného mnicha pravdou, lze dnes jen těžko rozhodnout, existuje totiž podobný příběh o počátcích léčby V. Priessnitze. Každopádně blahodárné působení vlhkého tepla bylo prvním krokem Schrothovy léčby.
Používáním mnohahodinových celkových mokrých zábalů a dietní systém střídající suché dny půstu a pitné dny – ne však vody, ale vína doplnily léčebnou kúru. Johann Schroth vycházel z vlastních pozorování, že koně krmení senem mají vyšší výkony než ti, kteří dostávají hodně pít. Tyto poznatky a okolnost, že nemocná zvířata odmítají potravu, se staly základem Schrothova dietního systému. Mladý léčitel si však plně uvědomoval, že aplikace těchto metod při léčení přináší určitá rizika. Z počátku tedy nemocným, kteří se na něho obrátili o pomoc, jen poradil, aniž by sám nějak do léčebného procesu zasahoval. Dostavily se první léčebné úspěchy, které zvláště nelibě nesl jeho bývalý spolužák a přítel V. Priessnitz. Lázeňské prospekty z let 1840–1850 jsou nejlepším důkazem ostrého konkurenčního boje obou přírodních léčitelů. Schroth například striktně zavrhoval Priessnitzovo pití studené vody, zvláště pak po ránu. Odmítal rovněž ranní výplachy úst a o Priessnitzových studených koupelích se vyjádřil jako o „výplodu chorého mozku“.
Schrothova léčebná metoda byla ve své době něčím zcela neobvyklým, nepochopitelným a v mysli některých lidí i nebezpečným. Léčba vyžadovala od pacientů značnou vůli a sebezapření. Jen tak bylo možno absolvovat osmihodinové zábaly, suché a pitné dny atd. Nelze se tedy divit, že na počátku se v Lipové léčili jen pacienti, kteří byli podle vyjádření tehdejší medicíny nevyléčitelní.
Johann Schroth se snažil svým vystupováním pacientům jejich pobyt co nejvíce zpříjemnit a svou životosprávou jim být příkladem. Sám jedl velmi málo, byl odpůrcem polévek a omáček. Jeho nejmilovanějším jídlem byl kousek dušeného hovězího masa se zeleninou a chleba. Byl velkým milovníkem vína, což mu vyneslo k přízvisku žemlový také vinný doktor. Jeho nepřátelé a odpůrci Schrothovy léčby se snažili z něj udělat notorického pijáka, odvolávajíce se na jeho chvění rukou. Toto tvrzení bylo pouze projevem konkurenčního boje a nepřátelských úmyslů odpůrců. Johann Schroth byl statné postavy s nadobyčejnou silou, ale podobně jako V. Priessnitz nebyl žádným řečníkem.
Lázeňské prospekty z 19. i 20. století shodně uvádějí, že lipovské lázně byly založeny roku 1829. Skutečnost je však poněkud jiná. Snaha položit založení lázní co nejdále byla zřejmě motivována touhou vyrovnat se slávě a tradicím lázní na Gräfenbergu. Skutečným počátkem léčby je rok 1837, kdy se zde léčila Magdalena Bartschová ze Šumperka, která léta trpěla tzv. krticemi (tuberkulózou mízních uzlin), obvyklou tehdejší dětskou nemocí. Stejně jako Priessnitz i Johann Schroth se díky neobvyklým metodám léčby dostal do sporu s úřady a byl obviněn tehdejší medicínou z fušerství. Schrothovi pacienti podle vyprávění jeho snachy však nepodali proti svému léčiteli žádné obviňující svědectví. Teprve na základě výpovědi najatého špeha byl Schroth obviněn a odsouzen do vězení. Johann Schroth se však nenechal ani tímto zásahem odradit a pokračoval ve svém léčení dál. Nakonec došlo roku 1840 mezi lipovským léčitelem a státními úřady k dohodě. Schroth obdržel 5. května dekretem dvorní kanceláře č. j. 6735 povolení k provozování lázeňské léčby s podmínkou, že zachová stanovené policejní předpisy a že jeho pacienti budou pod odborným lékařským dohledem. V prvních letech existence lázní nebyl počet pacientů nijak velký, takže lázeňský lékař mohl docházet z Jeseníku. Po smrti lázeňského lékaře měl nastoupit do Lipové jeho syn, který však byl zatvrzelým odpůrcem Schrothovy léčebné metody. Podle vyprávění snachy Johanna Schrotha vítal prý každého nového pacienta slovy: „Tak vy také chcete prodělat ten nesmysl?“
26. března 1856 Johann Schroth zemřel na nevyléčitelnou srdeční vadu.